# Ферри-Пасс (Флорида)
Ферри-Пасс (англ. Ferry Pass) — статистически обособленная местность, расположенная в округе Эскамбия (штат Флорида, США) с населением в 27 176 человек по статистическим данным переписи 2000 года.

## География
По данным Бюро переписи населения США статистически обособленная местность Ферри-Пасс имеет общую площадь в 36,52 квадратных километров, водных ресурсов в черте населённого пункта не имеется.
Статистически обособленная местность Ферри-Пасс расположена на высоте 40 м над уровнем моря.

## Демография
| Год переписи        | Нас.  |  | %±    |
| ------------------- | ----- |  | ----- |
| 1980                | 16910 |  | —     |
| 1990                | 26301 |  | 55,5% |
| 2000                | 27176 |  | 3,3%  |
| 1980–2000 Источник: |       |  |       |

По данным переписи населения 2000 года в Ферри-Пасс проживало 27 176 человек, 6686 семей, насчитывалось 11 569 домашних хозяйств и 12 700 жилых домов. Средняя плотность населения составляла около 744,14 человек на один квадратный километр. Расовый состав населённого пункта распределился следующим образом: 83,79 % белых, 10,60 % — чёрных или афроамериканцев, 0,61 % — коренных американцев, 1,90 % — азиатов, 0,04 % — выходцев с тихоокеанских островов, 2,27 % — представителей смешанных рас, 0,78 % — других народностей. Испаноговорящие составили 2,72 % от всех жителей статистически обособленной местности.
Из 11569 домашних хозяйств в 23,3 % воспитывали детей в возрасте до 18 лет, 44,4 % представляли собой совместно проживающие супружеские пары, в 10,7 % семей женщины проживали без мужей, 42,2 % не имели семей. 32,7 % от общего числа семей на момент переписи жили самостоятельно, при этом 10,6 % составили одинокие пожилые люди в возрасте 65 лет и старше. Средний размер домашнего хозяйства составил 2,17 человек, а средний размер семьи — 2,77 человек.
Население статистически обособленной местности по возрастному диапазону по данным переписи 2000 года распределилось следующим образом: 18,3 % — жители младше 18 лет, 13,9 % — между 18 и 24 годами, 28,7 % — от 25 до 44 лет, 21,5 % — от 45 до 64 лет и 17,6 % — в возрасте 65 лет и старше. Средний возраст жителей составил 37 лет. На каждые 100 женщин в Ферри-Пасс приходилось 86,7 мужчин, при этом на каждые сто женщин 18 лет и старше приходилось 84,3 мужчин также старше 18 лет.
Средний доход на одно домашнее хозяйство статистически обособленной местности составил 38 674 доллара США, а средний доход на одну семью — 47 298 долларов. При этом мужчины имели средний доход в 34 027 долларов США в год против 23 892 доллара среднегодового дохода у женщин. Доход на душу населения статистически обособленной местности составил 38 674 доллара в год. 7,7 % от всего числа семей в населённом пункте и 12,1 % от всей численности населения находилось на момент переписи населения за чертой бедности, при этом 16,9 % из них были моложе 18 лет и 7,1 % — в возрасте 65 лет и старше.